# Асклипијад Антиохијски
Асклепијад Антиохијски (грч. Ασκληπιαδης Αντιοχειας; око 218) је хришћански светитељ, 9. православни архиепископ Антиохије.

## Биографија
Готово сви детаљи Асклепијадове биографије познати су из дела Јевсевија из Цезареје „Црквена историја“. 
О младости будућег патријарха нема података, али је вероватно потицао из образоване романизоване грчке паганске породице (в. Асклепијад). Асклепијадов претходник на антиохијској столици био је Серапион, један од водећих теолога свог времена, чија изгубљена дела више пута цитира Јевсевије из Цезареје.
Исти Јевсевије указује да је Асклепијад заменио архиепископа Серапиона у првој години владавине римског цара Каракале, односно 211. или 212. године. Поводом Асклепијадовог ступања на антихијску катедру, Александар Јерусалимски, упутио је антиохијској цркви честитку (сачувана у предању Јевсевија).
Током прогона хришћана од стране цара Каракале, Асклепијад се, према Јевсевију, прославио као исповедник, али није сасвим јасно да ли је убијен или је умро природном смрћу. У сваком случају, Асклепијадова смрт се догодила око 217-220. години. На епископском трону га је заменио Филет (Филет).

## Поштовање
Остаци, које Католичка црква сматра моштима Асклепијада Антиохијског, чувају се у једној од цркава у Бечу,  у градској четврти Лизинг, у провидном реликвијару. 
У богослужењу се помиње 18. октобра.